# Правоцентризм
Правоцентризм — термін, що використовується для опису поміркованих правих політичних поглядів. Правоцентристські партії сповідують найбільш загальні принципи консерватизму в економіці — прикладами таких організацій є нідерландський Християнсько-демократичний заклик, австрійська Народна партія і польська «Право і справедливість». Другою категорією правоцентристських політичних партій є ті, які через внутрішні фракційні підрозділи (наприклад, соціальні питання) важко класифікувати як центристські чи праві. Прикладами можуть бути: польська партія «Громадянська платформа», британська Консервативна партія чи французькі «Союз за народний рух» і Екологічне покоління.